# Ruumissaari (ö i Lappland, Tunturi-Lappi)
Ruumissaari är en ö i Finland. Den ligger i sjön Ounasjärvi och i kommunen Enontekis i den ekonomiska regionen  Fjäll-Lappland  och landskapet Lappland, i den norra delen av landet, 900 km norr om huvudstaden Helsingfors. Öns area är 0,1 hektar och dess största längd är 80 meter i öst-västlig riktning.